# VG-lista

VG-lista Charts.

VG-lista (Norwegian Singles Chart) és una llista de vendes discogràfiques noruega, que es presenta setmanalment en el diari noruec VG i la Corporació de Radiodifusió del programa Topp 20. Es considera el primer registre gràfic noruec, classificant àlbums i senzills dels països i continents de tot el món. Les dades són recopilades per Nielsen SoundScan International i es basa en les vendes en unes 100 botigues a Noruega. El gràfic de senzills va començar com una classificació del top 10 a la setmana 42 de l'any 1958, i es va expandir fins a 20 la 5a setmana de 1995. A la vegada, la classificació d'àlbums va començar com un top 20 a la primera setmana de 1967 i es va expandir fins als 40 millors